# Euonymus wui
Euonymus wui är en benvedsväxtart som beskrevs av J.S. Ma. Euonymus wui ingår i släktet Euonymus och familjen Celastraceae. Inga underarter finns listade.